# Astragalus tribuloides
Astragalus tribuloides là một loài thực vật có hoa trong họ Đậu. Loài này được Delile miêu tả khoa học đầu tiên.